# Derby de Shizuoka
El Derbi de Shizuoka (静岡ダービー Shizuoka Dābī?) es un encuentro de fútbol en Japón disputado por los dos clubes más importantes de la Prefectura de Shizuoka, Júbilo Iwata y Shimizu S-Pulse. Este partido normalmente se lleva a cabo en el Estadio Ecopa, el recinto más grande de la prefectura.

## Historia
Los orígenes de la rivalidad incluyen la prefectura en común (históricamente, la prefectura de Shizuoka estuvo dividida en tres provincias: Provincia de Suruga, Provincia de Tōtōmi y Provincia de Izu; Shimizu representaría Suruga e Iwata simbolizaría Tōtōmi), y el hecho que los seguidores de Júbilo sienten que Shimizu no tendría que haber sido escogido para la J. League, ya que no había competido anteriormente en la Japan Soccer League (mientras que el viejo Yamaha Motor SC que precedió a Júbilo sí lo había hecho e incluso se había consagrado campeón).

## Estadios
| Equipo                        | Estadio (Nombre por derechos de denominación)                                 | Capacidad | Imagen |
| ----------------------------- | ----------------------------------------------------------------------------- | --------- | ------ |
| Júbilo Iwata                  | Estadio Yamaha                                                                | 15.165    | Yamaha |
| Shimizu S-Pulse               | Estadio Shizuoka City Shimizu Nihondaira Sports Park (Estadio IAI Nihondaira) | 20.281    | Aisuta |
| Júbilo y S-Pulse Sede neutral | Estadio Shizuoka Prefecture Ogasayama Sports Park (Estadio Ecopa)             | 50.889    | Ecopa  |

## Historial

### Primera División
| #  | Fecha                    | Torneo                    | Ronda        | Estadio       | Local           | Visitante       | Resultado  | Goles (L)                                                | Goles (V)                                                   | Asistencia |
| -- | ------------------------ | ------------------------- | ------------ | ------------- | --------------- | --------------- | ---------- | -------------------------------------------------------- | ----------------------------------------------------------- | ---------- |
| 1  | 6 de abril de 1994       | J. League 1994            | 7 Suntory    | Kusanagi      | Shimizu S-Pulse | Júbilo Iwata    | 1–0 (t.s.) | Toninho (g.o. 95)                                        |                                                             | 17.806     |
| 2  | 18 de mayo de 1994       | J. League 1994            | 17 Suntory   | Iwata         | Júbilo Iwata    | Shimizu S-Pulse | 4–2        | Vanenburg (27), Fujita (58), Schillaci (72, 86)          | Ronaldo (10), Nagashima (43)                                | 14.756     |
| 3  | 3 de septiembre de 1994  | J. League 1994            | 7 NICOS      | Kobe Univ     | Shimizu S-Pulse | Júbilo Iwata    | 0–1 (t.s.) |                                                          | Fujita (g.o. 108)                                           | 37.306     |
| 4  | 2 de noviembre de 1994   | J. League 1994            | 17 NICOS     | Iwata         | Júbilo Iwata    | Shimizu S-Pulse | 2–1        | Schillaci (46, 57)                                       | Toninho (86)                                                | 15.377     |
| 5  | 22 de abril de 1995      | J. League 1995            | 10 Suntory   | Nihondaira    | Shimizu S-Pulse | Júbilo Iwata    | 2–3 (t.s.) | Toninho (76), Sawanobori (86)                            | Schillaci (30, g.o. 116), Ōishi (37)                        | 18.432     |
| 6  | 8 de julio de 1995       | J. League 1995            | 22 Suntory   | Iwata         | Júbilo Iwata    | Shimizu S-Pulse | 2–1        | Schillaci (46, 83)                                       | Dias (49)                                                   | 19.069     |
| 7  | 26 de agosto de 1995     | J. League 1995            | 5 NICOS      | Nihondaira    | Shimizu S-Pulse | Júbilo Iwata    | 0–2        |                                                          | Nakayama (35, 86)                                           | 20.295     |
| 8  | 18 de octubre de 1995    | J. League 1995            | 17 NICOS     | Iwata         | Júbilo Iwata    | Shimizu S-Pulse | 3–2 (t.s.) | Schillaci (39, g.o. 110), Nakayama (66)                  | Marco (25), Hasegawa (69)                                   | 17.976     |
| 9  | 27 de abril de 1996      | J. League 1996            | 10           | Nihondaira    | Shimizu S-Pulse | Júbilo Iwata    | 1–2 (t.s.) | a.g. (55)                                                | H. Suzuki (74), Fujita (g.o. 91)                            | 21.931     |
| 10 | 9 de noviembre de 1996   | J. League 1996            | 30           | Iwata         | Júbilo Iwata    | Shimizu S-Pulse | 1–2        | Schillaci (64)                                           | T. Itō (36, 89)                                             | 17.543     |
| 11 | 19 de julio de 1997      | J. League 1997            | 17 1.ª Etapa | Nihondaira    | Shimizu S-Pulse | Júbilo Iwata    | 1–2        | Morioka (83)                                             | Fujita (11), Adilson (28)                                   | 17.756     |
| 12 | 4 de octubre de 1997     | J. League 1997            | 17 2.ª Etapa | Iwata         | Júbilo Iwata    | Shimizu S-Pulse | 2–0        | Nakayama (23, 89)                                        |                                                             | 17.117     |
| 13 | 2 de mayo de 1998        | J. League 1998            | 10 1.ª Etapa | Nihondaira    | Shimizu S-Pulse | Júbilo Iwata    | 2–1        | Fabinho (12), Alex Santos (63)                           | Nakayama (23)                                               | 19.544     |
| 14 | 31 de octubre de 1998    | J. League 1998            | 14 2.ª Etapa | Iwata         | Júbilo Iwata    | Shimizu S-Pulse | 1–0        | Nakayama (46)                                            |                                                             | 17.337     |
| 15 | 24 de abril de 1999      | J. League Division 1 1999 | 8 1.ª Etapa  | Nihondaira    | Shimizu S-Pulse | Júbilo Iwata    | 2–5        | Sawanobori (26), Andō (87)                               | Fukunishi (59), Nakayama (73, 75), Kawaguchi (86), Oku (89) | 19.343     |
| 16 | 14 de agosto de 1999     | J. League Division 1 1999 | 2 2.ª Etapa  | Iwata         | Júbilo Iwata    | Shimizu S-Pulse | 0–1        |                                                          | Alex Santos (80)                                            | 17.337     |
| 17 | 27 de mayo de 2000       | J. League Division 1 2000 | 15 1.ª Etapa | Iwata         | Júbilo Iwata    | Shimizu S-Pulse | 0–2        |                                                          | T. Itō (29), Alex Santos (80)                               | 17.373     |
| 18 | 11 de noviembre de 2000  | J. League Division 1 2000 | 12 2.ª Etapa | Nihondaira    | Shimizu S-Pulse | Júbilo Iwata    | 1–0 (t.s.) | Alex Santos (g.o. 114)                                   |                                                             | 18.977     |
| 19 | 12 de mayo de 2001       | J. League Division 1 2001 | 9 1.ª Etapa  | Ecopa         | Shimizu S-Pulse | Júbilo Iwata    | 1–0 (t.s.) | Hiramatsu (g.o. 104)                                     |                                                             | 52.959     |
| 20 | 1 de septiembre de 2001  | J. League Division 1 2001 | 1 2.ª Etapa  | Ecopa         | Júbilo Iwata    | Shimizu S-Pulse | 3–1        | Fukunishi (2, 11), Maeda (88)                            | Baron (85)                                                  | 43.506     |
| 21 | 24 de julio de 2002      | J. League Division 1 2002 | 10 1.ª Etapa | Iwata         | Júbilo Iwata    | Shimizu S-Pulse | 3–1        | Takahara (37), Nakayama (68, 81)                         | Morioka (80)                                                | 16.752     |
| 22 | 18 de septiembre de 2002 | J. League Division 1 2002 | 4 2.ª Etapa  | Nihondaira    | Shimizu S-Pulse | Júbilo Iwata    | 0–2        |                                                          | Nakayama (41, 64)                                           | 15.186     |
| 23 | 19 de abril de 2003      | J. League Division 1 2003 | 4 1.ª Etapa  | Ecopa         | Shimizu S-Pulse | Júbilo Iwata    | 0–2        |                                                          | Fujita (65), Gral (69)                                      | 32.528     |
| 24 | 23 de agosto de 2003     | J. League Division 1 2003 | 2 2.ª Etapa  | Ecopa         | Júbilo Iwata    | Shimizu S-Pulse | 1–0        | Gral (78)                                                |                                                             | 35.313     |
| 25 | 2 de mayo de 2004        | J. League Division 1 2004 | 7 1.ª Etapa  | Ecopa         | Shimizu S-Pulse | Júbilo Iwata    | 1–0        | Ke. Ōta (60)                                             |                                                             | 39.120     |
| 26 | 2 de octubre de 2004     | J. League Division 1 2004 | 8 2.ª Etapa  | Ecopa         | Júbilo Iwata    | Shimizu S-Pulse | 1–2        | Gral (55)                                                | J.J Cho (62, 84)                                            | 28.756     |
| 27 | 2 de abril de 2005       | J. League Division 1 2005 | 3            | Ecopa         | Júbilo Iwata    | Shimizu S-Pulse | 1–1        | Cullen (83)                                              | Morioka (33)                                                | 37.384     |
| 28 | 22 de octubre de 2005    | J. League Division 1 2005 | 28           | Nihondaira    | Shimizu S-Pulse | Júbilo Iwata    | 1–1        | Hyōdō (66)                                               | Nishi (26)                                                  | 16.220     |
| 29 | 29 de julio de 2006      | J. League Division 1 2006 | 16           | Ecopa         | Shimizu S-Pulse | Júbilo Iwata    | 2–0        | Takaki (31), Edamura (55)                                |                                                             | 24.920     |
| 30 | 26 de noviembre de 2006  | J. League Division 1 2006 | 33           | Ecopa         | Júbilo Iwata    | Shimizu S-Pulse | 1–0        | Maeda (59)                                               |                                                             | 37.711     |
| 31 | 3 de mayo de 2007        | J. League Division 1 2007 | 9            | Nihondaira    | Shimizu S-Pulse | Júbilo Iwata    | 2–1        | J.J. Cho (18, 40)                                        | Nakayama (22)                                               | 20.318     |
| 32 | 1 de septiembre de 2007  | J. League Division 1 2007 | 24           | Ecopa         | Júbilo Iwata    | Shimizu S-Pulse | 0–1        |                                                          | J.J. Cho (89)                                               | 33.678     |
| 33 | 3 de mayo de 2008        | J. League Division 1 2008 | 10           | Nihondaira    | Shimizu S-Pulse | Júbilo Iwata    | 1–1        | Hara (48)                                                | Komano (34)                                                 | 20.330     |
| 34 | 8 de noviembre de 2008   | J. League Division 1 2008 | 31           | Ecopa         | Júbilo Iwata    | Shimizu S-Pulse | 1–0        | Maeda (45)                                               |                                                             | 24.887     |
| 35 | 19 de abril de 2009      | J. League Division 1 2009 | 6            | Ecopa         | Júbilo Iwata    | Shimizu S-Pulse | 3–0        | K.H. Lee (55, 73), Maeda (80)                            |                                                             | 22.152     |
| 36 | 22 de agosto de 2009     | J. League Division 1 2009 | 23           | OUTSOURCING.S | Shimizu S-Pulse | Júbilo Iwata    | 5–1        | Iwashita (2), Edamura (10, 57), Hyōdō (24), Okazaki (75) | Maeda (44)                                                  | 20.116     |
| 37 | 17 de julio de 2010      | J. League Division 1 2010 | 13           | OUTSOURCING.S | Shimizu S-Pulse | Júbilo Iwata    | 0–0        |                                                          |                                                             | 19.968     |
| 38 | 22 de agosto de 2010     | J. League Division 1 2010 | 20           | Ecopa         | Júbilo Iwata    | Shimizu S-Pulse | 2–1        | Gilsinho (23), K. Yamamoto (43)                          | Kō. Ōta (41)                                                | 31.266     |
| 39 | 28 de mayo de 2011       | J. League Division 1 2011 | 13           | OUTSOURCING.S | Shimizu S-Pulse | Júbilo Iwata    | 0–0        |                                                          |                                                             | 12.678     |
| 40 | 10 de septiembre de 2011 | J. League Division 1 2011 | 25           | Ecopa         | Júbilo Iwata    | Shimizu S-Pulse | 2–1        | Komano (45), Maeda (62)                                  | Ōmae (63)                                                   | 30.516     |
| 41 | 14 de abril de 2012      | J. League Division 1 2012 | 6            | OUTSOURCING.S | Shimizu S-Pulse | Júbilo Iwata    | 3–2        | Takagi (45+1), Ōmae (48, 88)                             | B.K. Cho (12), K. Yamamoto (90+4)                           | 16.334     |
| 42 | 6 de octubre de 2012     | J. League Division 1 2012 | 28           | Ecopa         | Júbilo Iwata    | Shimizu S-Pulse | 0–1        |                                                          | Muramatsu (20)                                              | 28.745     |
| 43 | 13 de abril de 2013      | J. League Division 1 2013 | 6            | IAI.S         | Shimizu S-Pulse | Júbilo Iwata    | 1–0        | Muramatsu (80)                                           |                                                             | 15.113     |
| 44 | 27 de octubre de 2013    | J. League Division 1 2013 | 30           | Yamaha        | Júbilo Iwata    | Shimizu S-Pulse | 0–1        |                                                          | Ōmae (80)                                                   | 12.467     |
| 45 | 1 de abril de 2017       | J1 League 2017            | 5            | Ecopa         | Júbilo Iwata    | Shimizu S-Pulse | 3–1        | Morishita (6), Musaev (37), Kawabe (48)                  | T.S. Jong (90+4)                                            | 40.491     |
| 46 | 14 de octubre de 2017    | J1 League 2017            | 29           | IAI.S         | Shimizu S-Pulse | Júbilo Iwata    | 0–3        |                                                          | Adaílton (27), Nakamura (62), Yamada (73)                   | 18.556     |
| 47 | 7 de abril de 2018       | J1 League 2018            | 6            | Ecopa         | Júbilo Iwata    | Shimizu S-Pulse | 0–0        |                                                          |                                                             | 30.598     |
| 48 | 7 de octubre de 2018     | J1 League 2018            | 29           | IAI.S         | Shimizu S-Pulse | Júbilo Iwata    | 5–1        | Kitagawa (1, 72), Douglas (38, 61), Murata (90+4)        | Taguchi (51)                                                | 19.159     |
| 49 | 14 de abril de 2019      | J1 League 2019            | 7            | Ecopa         | Júbilo Iwata    | Shimizu S-Pulse | 1–2        | Rodrigues (71)                                           | T.S. Jong (36), Kitagawa (58)                               | 31.144     |

#### Estadísticas en Primera División
| Victorias de Júbilo Iwata    | 24 |
| Empates                      | 6  |
| Victorias de Shimizu S-Pulse | 19 |
| Total                        | 49 |

### Campeonato de la J. League
| # | Fecha                   | Torneo                     | Ronda  | Estadio    | Local           | Visitante       | Resultado     | Goles (L)                          | Goles (V)       | Asistencia |
| - | ----------------------- | -------------------------- | ------ | ---------- | --------------- | --------------- | ------------- | ---------------------------------- | --------------- | ---------- |
| 1 | 4 de diciembre de 1999  | Campeonato de la J. League | Ida    | Iwata      | Júbilo Iwata    | Shimizu S-Pulse | 2–1           | Nakayama (30, g.o. 98)             | Sawanobori (34) | 17.337     |
| 2 | 11 de diciembre de 1999 | Campeonato de la J. League | Vuelta | Nihondaira | Shimizu S-Pulse | Júbilo Iwata    | 2 (2)–1 (4) * | Sawanobori (37), Fabinho (g.o. 99) | Hattori (34)    | 20.309     |

- (*) Júbilo Iwata ganó el partido de ida (2-1), mientras que Shimizu S-Pulse ganó el de vuelta (2-1), obligando a que la final se resuelva con tiros desde el punto penal; siendo Júbilo Iwata el equipo que finalmente ganaría en dicha instancia, por un total de 4-2. Así, el conjunto celeste se consagraría campeón por segunda vez del fútbol japonés.

### Copas nacionales
| #  | Fecha                    | Torneo                  | Ronda            | Estadio       | Local           | Visitante       | Resultado   | Goles (L)                                          | Goles (V)                                      | Asistencia |
| -- | ------------------------ | ----------------------- | ---------------- | ------------- | --------------- | --------------- | ----------- | -------------------------------------------------- | ---------------------------------------------- | ---------- |
| 1  | 16 de octubre de 1993    | Copa J. League 1993     | Fase de grupos   | Nihondaira    | Shimizu S-Pulse | Júbilo Iwata    | 2–0         | Sugimoto (30), Naitō (40)                          |                                                | 9.270      |
| 2  | 15 de julio de 1998      | Copa J. League 1998     | Semifinales      | Nihondaira    | Shimizu S-Pulse | Júbilo Iwata    | 0–2         |                                                    | T. Fujita (53), Takahara (73)                  | 14.863     |
| 3  | 27 de diciembre de 2003  | Copa del Emperador 2003 | Semifinales      | Saitama.S     | Júbilo Iwata    | Shimizu S-Pulse | 4–2         | Gral (7), Naruoka (11, 58), Maeda (43)             | J.H. Ahn (21, 32)                              | 11.233     |
| 4  | 24 de diciembre de 2005  | Copa del Emperador 2005 | Cuartos de final | Marugame      | Júbilo Iwata    | Shimizu S-Pulse | 0–1         |                                                    | Marquinhos (89)                                | 7.354      |
| 5  | 25 de mayo de 2008       | Copa J. League 2008     | Fase de grupos   | Nihondaira    | Shimizu S-Pulse | Júbilo Iwata    | 4–2         | Hara (14), Fujimoto (49, 75), Nishizawa (52)       | Cullen (36), Nakayama (88)                     | 12.389     |
| 6  | 8 de junio de 2008       | Copa J. League 2008     | Fase de grupos   | Yamaha        | Júbilo Iwata    | Shimizu S-Pulse | 2–0         | Cullen (36), Gilsinho (44)                         |                                                | 11.731     |
| 7  | 6 de junio de 2010       | Copa J. League 2010     | Fase de grupos   | OUTSOURCING.S | Shimizu S-Pulse | Júbilo Iwata    | 2–0         | Nagai (38), Hiraoka (62)                           |                                                | 17.521     |
| 8  | 23 de marzo de 2013      | Copa J. League 2013     | Fase de grupos   | Yamaha        | Júbilo Iwata    | Shimizu S-Pulse | 5–1         | Kanazono (6), Matsuura (21), Yamazaki (69, 75, 90) | Ishige (86)                                    | 10.690     |
| 9  | 10 de mayo de 2017       | Copa J. League 2017     | Fase de grupos   | IAI.S         | Shimizu S-Pulse | Júbilo Iwata    | 2–4         | Kaneko (41), Kitagawa (53)                         | Adaílton (29, 34), Y. Fujita (62), Uehara (84) | 7.565      |
| 10 | 7 de marzo de 2018       | Copa J. League 2018     | Fase de grupos   | IAI.S         | Shimizu S-Pulse | Júbilo Iwata    | 1–0         | T.S. Jong (48)                                     |                                                | 8.125      |
| 11 | 9 de mayo de 2018        | Copa J. League 2018     | Fase de grupos   | Yamaha        | Júbilo Iwata    | Shimizu S-Pulse | 2–1         | Nakano (58, 68)                                    | Hasegawa (65)                                  | 8.207      |
| 12 | 13 de marzo de 2019      | Copa J. League 2019     | Fase de grupos   | IAI.S         | Shimizu S-Pulse | Júbilo Iwata    | 1–0         | Taki (47)                                          |                                                | 8.239      |
| 13 | 22 de mayo de 2019       | Copa J. League 2019     | Fase de grupos   | Yamaha        | Júbilo Iwata    | Shimizu S-Pulse | 0–2         |                                                    | Takahashi (62), a.g. (77)                      | 8.944      |
| 14 | 18 de septiembre de 2019 | Copa del Emperador 2019 | Cuarta ronda     | Yamaha        | Júbilo Iwata    | Shimizu S-Pulse | 1 (3)–1 (4) | Matsumoto (64)                                     | a.g. (90+4)                                    | 7.649      |

#### Estadísticas en Copas nacionales
| Victorias de Júbilo Iwata    | 6  |
| Empates                      | 1  |
| Victorias de Shimizu S-Pulse | 7  |
| Total                        | 14 |

### Estadísticas totales
| Competencia                                   | PJ | GJ | E | GS | Goles J | Goles S |
| --------------------------------------------- | -- | -- | - | -- | ------- | ------- |
| J1 League                                     | 49 | 24 | 6 | 19 | 67      | 56      |
| Total parcial de partidos en Primera División | 49 | 24 | 6 | 19 | 67      | 56      |
| Copas nacionales                              | 13 | 6  | 0 | 7  | 21      | 19      |
| Campeonato de la J. League                    | 2  | 1  | 0 | 1  | 3       | 3       |
| Total                                         | 64 | 31 | 6 | 27 | 91      | 78      |

## Jugadores con las dos camisetas
- Naohiro Takahara (J: 1998-2002; S: 2011-2012)
- Toshiyasu Takahara (J: 2003-2006; S: 2013)
- Katsumi Ōenoki (J: 1988-1991; S: 1992-2002)
- Masahiro Andō (S: 1995-1999; J: 1999-2000)
- Yoshika Matsubara (J: 1994-1995, 1998; S: 1996)
- Masahiro Endō (J: 1993-1998; S: 2000)
- Takahiro Yamanishi (J: 1995-2004; S: 2005-2008)
- Kazumichi Takagi (S: 2000-2008; J: 2016)
- Ademir Santos (J: 1987-1991; S: 1992-1996)
- Takuma Koga (J: 1992-1999; S: 2000-2002)
- Yasumasa Nishino (J: 2001-2005, 2006; S: 2005)
- Fumiaki Aoshima (J: 1987-1991; S: 1991-1995)
- Masao Sugimoto (J: 1990-1992; S: 1993-1996)